# Albert von Baligand
Karl Albert Eugen Wilhelm Ferdinand Max von Baligand (* 23. Oktober 1881 in München; † 7. Juni 1930 in Lissabon) war ein deutscher Jurist, Diplomat, Konsul sowie Gesandter Deutschlands in Lissabon.

## Leben
Albert war ein Sohn des bayerischen Offiziers und Kämmerers Max von Baligand (1839–1899) und dessen erster Ehefrau Anna, geborene Freiin von Verger (1846–1889). Sein Großvater Wilhelm von Baligand (1784–1852) war Generalleutnant und Präsident des Generalauditoriats der Bayerischen Armee.
Baligand absolvierte ab 1895 die Pagerie und legte 1900 sein Abitur am Wilhelmsgymnasium München ab. Anschließend studierte er Rechtswissenschaft an der Ludwig-Maximilians-Universität, leistete seinen Einjährig-Freiwilligendienst im 1. Infanterie-Regiment „König“ der Bayerischen Armee ab und promovierte im Jahr 1906. Im selben Jahr noch wurde er Referendar im bayerischen Justiz- und Verwaltungsdienst. Im Jahr 1910 trat Baligand in das Auswärtige Amt ein und war 1912 außerplanmäßiger Vizekonsul in Amsterdam.
Zu Beginn des Ersten Weltkriegs wurde er als Oberleutnant der Reserve eingezogen und war bis zu seiner bei Lunéville am 26. August 1914 erlittenen schweren Verwundung durch einen Lungenschuss Kompanieführer im Reserve-Infanterie-Regiment 7. Dadurch war Baligand nicht mehr feldverwendungsfähig, avancierte noch zum Hauptmann der Landwehr und arbeitete von 1915 bis 1917 in der Rechtsabteilung des Auswärtigen Amtes. Im Jahr 1918 war er Mitglied der deutschen Delegation bei den Verhandlungen zum Friedensvertrag von Brest-Litowsk.
In den Jahren 1919 bis 1920 war er zuerst Leiter des deutschen Konsulates in Lausanne und von 1920 bis 1921 als Konsul in Genf tätig. Zwischen 1922 und 1925 nahm er an der Gesandtschaft Athen teil und war danach als Vortragender Legationsrat tätig. Im Jahr 1926 war Baligand Ministerialdirigent der Presseabteilung und ging ab 1928 als Gesandter nach Lissabon.
Am 7. Juni 1930 wurde Baligand von dem stellungslosen deutschen Seemann Franz Piechowski erschossen, der sich mit seiner Tat von seinem Verfolgungswahn befreien wollte.

## Schriften
- Der Ehevertrag. Schweitzer Verlag, 1906 (Promotionsveröffentlichung)